# Austenit
Austenit er en forbindelse af jern og kulstof kaldet gamma-jern, γ-Fe, der kun forekommer ved temperaturer over 721° C.
Stål består af en blanding af cementit, ferrit og perlit. Når stålet opvarmes, opløses først perlitkornene og omdannes i stedet til det meget homogene austenit. stadig i fast form. Ved en lidt højere temperatur opløses også cementitten. Austenit er ikke magnetisk.
Hvis jernet indeholder andet end kul, de såkaldte legerede stål, dannes austenitten ved andre temperaturer, og stålet opfører sig anderledes.
| Kemi | Spire Denne artikel om kemi er en spire som bør udbygges. Du er velkommen til at hjælpe Wikipedia ved at udvide den. |